# Кузубівка
Кузубі́вка — село в Україні, у Лубенському районі Полтавської області. Населення становить 5 осіб. Колишній орган місцевого самоврядування — Вовчицька сільська рада.

## Географія
Село Кузубівка знаходиться на лівому березі річки Сулиця, нижче за течією на відстані 4 км розташоване село Вовчик.

## Історія
12 червня 2020 року, відповідно до розпорядження Кабінету Міністрів України № 721-р «Про визначення адміністративних центрів та затвердження територій територіальних громад Полтавської області», село увійшло до складу Лубенської міської громади.
19 липня 2020 року, в результаті адміністративно - територіальної реформи та ліквідації Лубенського району(1923-2020), село увійшло до складу новоутвореного Лубенського району.

## Населення
Згідно з переписом УРСР 1989 року чисельність наявного населення села становила 61 особа, з яких 21 чоловік та 40 жінок.
За переписом населення України 2001 року в селі мешкало 56 осіб.

### Мова
Розподіл населення за рідною мовою за даними перепису 2001 року:
| Мова       | Відсоток |
| ---------- | -------- |
| українська | 98,21 %  |
| російська  | 1,79 %   |

## Відомі люди

### Народились
- Данилейко Микола Іванович (* 1957) — заслужений машинобудівник України, почесний громадянин Кременчука.
- Коваленко Володимир Миколайович — голова ради та виконкому Автозаводської районної ради Кременчука, 2005 — почесний громадянин Кременчука.